# Flying Witch
Flying Witch (jap. ふらいんぐうぃっち Furaingu witchi) – manga autorstwa Chihiro Ishizuki, publikowana na łamach magazynu „Bessatsu Shōnen Magazine” wydawnictwa Kōdansha od sierpnia 2012. Na jej podstawie studio J.C.Staff wyprodukowało serial anime, który emitowano od kwietnia do czerwca 2016.

## Fabuła
Makoto Kowata jest młodą czarownicą z Jokohamy, która przeprowadza się do Hirosaki w prefekturze Aomori, aby w ramach szkolenia z zakresu czarów rozpocząć samodzielne życie. Historia opowiada o codziennym życiu Makoto, która przyzwyczaja się do nowego środowiska w otoczeniu swoich krewnych, nowych znajomych i przyjaciół, których zapoznaje ze zwyczajami czarownic i specyfiką czarów.

## Bohaterowie
- Makoto Kowata (jap. 木幡 真琴 Kowata Makoto)

Seiyū: Minami Shinoda 
- Chito (jap. チト)

Seiyū: Ai Kayano 
- Chinatsu Kuramoto (jap. 倉本 千夏 Kuramoto Chinatsu)

Seiyū: Eri Suzuki 
- Kei Kuramoto (jap. 倉本 圭 Kuramoto Kei)

Seiyū: Shinsuke Sugawara 
- Keiji Kuramoto (jap. 倉本啓二 Kuramoto Keiji)

Seiyū: Mitsuru Ogata 
- Nana Kuramoto (jap. 倉本 奈々 Kuramoto Nana)

Seiyū: Kikuko Inoue 
- Akane Kowata (jap. 木幡茜 Kowata Akane)

Seiyū: Kana Aoi 
- Kenny (jap. ケニー Kenī)

Seiyū: Ayane Sakura 
- Nao Ishiwatari (jap. 石渡なお Ishiwatari Nao)

Seiyū: Shiori Mikami 
- Inukai (jap. 犬養)

Seiyū: Mari Hino 
- Al (jap. アル Aru)

Seiyū: Ari Ozawa 
- Anzu Shiina (jap. 椎名あんず Shiina Anzu)

Seiyū: Yuka Iguchi 
- Matka Anzu (jap. 杏子の母 Anzu no haha)

Seiyū: Risa Hayamizu 
- Hina (jap. ひな)

Seiyū: Hisako Kanemoto 

## Manga
Pierwszy rozdział mangi ukazał się 9 sierpnia 2012 w magazynie „Bessatsu Shōnen Magazine”. Następnie wydawnictwo Square Enix rozpoczęło zbieranie rozdziałów do wydań w formacie tankōbon, których pierwszy tom ukazał się 9 grudnia 2013. Po pożarze w studiu Kyoto Animation w 2019 roku część zysków ze sprzedaży ósmego tomu została przekazana studiu Kyoto Animation. Według stanu na 7 czerwca 2024, do tej pory opublikowano 14 tomów.
| Nr | Data wydania (język japoński) | ISBN (język japoński)  |
| -- | ----------------------------- | ---------------------- |
| 1  | 9 grudnia 2013                | ISBN 978-4-06-394992-6 |
| 2  | 9 czerwca 2014                | ISBN 978-4-06-395095-3 |
| 3  | 9 kwietnia 2015               | ISBN 978-4-06-395363-3 |
| 4  | 9 marca 2016                  | ISBN 978-4-06-395635-1 |
| 5  | 9 listopada 2016              | ISBN 978-4-06-395790-7 |
| 6  | 8 września 2017               | ISBN 978-4-06-510183-4 |
| 7  | 7 września 2018               | ISBN 978-4-06-512323-2 |
| 8  | 9 sierpnia 2019               | ISBN 978-4-06-516285-9 |
| 9  | 9 czerwca 2020                | ISBN 978-4-06-519382-2 |
| 10 | 9 czerwca 2021                | ISBN 978-4-06-523415-0 |
| 11 | 9 czerwca 2022                | ISBN 978-4-06-528167-3 |
| 12 | 8 czerwca 2023                | ISBN 978-4-06-531871-3 |
| 13 | 7 czerwca 2024                | ISBN 978-4-06-535786-6 |
| 14 | 9 czerwca 2025                | ISBN 978-4-06-539743-5 |

## Anime
Telewizyjny serial anime w oparciu o mangę został wyprodukowany przez studio J.C.Staff i wyreżyserowany przez Katsushiego Sakurabiego. Scenariusz napiasła Deko Akao, postacie zaprojektował Masato Yasuno, a muzykę skomponował Yoshiaki Dewa. Serial był emitowany od 10 kwietnia do 26 czerwca 2016. Motyw otwierający, „Shanranran” (jap. シャンランラン), wykonała miwa oraz 96 Neko (96猫), natomiast końcowy, zatytułowany „Nichijō no mahō” (jap. 日常の魔法), zaśpiewały Minami Shinoda i Eri Suzuki. Prawa do streamingu serii nabył Crunchyroll.

### Lista odcinków
| №  | Tytuł | Premiera         |
| -- | --- | ---------------- |
| 1  | It’s Been Six Years 6-Nen buri no fushigi (6年振りの不思議)                                                          | 10 kwietnia 2016 |
| 2  | A Visitor for the Witch Majo e no hōmon-sha (魔女への訪問者)                                                         | 17 kwietnia 2016 |
| 3  | Lessons in Farming and Magic Hata kōza to majutsu kōza (畑講座と魔術講座)                                            | 24 kwietnia 2016 |
| 4  | A Fortune Teller Veiled in Cherry Blossoms Sakura no naka no uranaishi (桜の中の占い師)                              | 1 maja 2016      |
| 5  | How to Use Your Familiar Tsukaima no katsuyō-hō (使い魔の活用法)                                                     | 8 maja 2016      |
| 6  | Trick or Treat Okashina okashi (おかしなおかし)                                                                      | 15 maja 2016     |
| 7  | Cafe Conclusio Kissa Konkurushio (喫茶コンクルシオ)                                                                  | 22 maja 2016     |
| 8  | The Regular Customers Jōren no nakigoe (常連の鳴き声)                                                                | 29 maja 2016     |
| 9  | The Day After Tomorrow is Today Ashita no ashita wa ima ni aru (明日の明日は今にある)                                | 5 czerwca 2016   |
| 10 | Bad With Cooking and Bad With Bees Ryōri awazu to hachi awazu (料理合わずと蜂合わず)                                 | 12 czerwca 2016  |
| 11 | A Whale in the Sky Kujira, sora o tobu (くじら、空をとぶ)                                                            | 26 czerwca 2016  |
| 12 | A Witch’s Robe and Different Ways to Spend the Day Majo no rōbu to hibi wa jūnintoiro (魔女のローブと日々は十人十色) | 26 czerwca 2016  |